# Parametri orbitali di Plutone
Plutone è uno dei principali pianeti nani che compongono il sistema solare. Il semiasse maggiore della sua orbita misura 39,44 unità astronomiche; si tratta in verità di una traiettoria fortemente ellittica (eccentricità 0,25), che in prossimità del perielio porta Plutone ad una distanza dal Sole minore di quella del pianeta Nettuno. Il periodo orbitale di Plutone è di cica 248 anni terrestri.
Questa circostanza, unitamente alle ridotte dimensioni del pianeta, fu uno dei motivi fondamentali che spinse a ritenere che Plutone fosse in realtà un antico satellite di Nettuno, sfuggito all'influenza gravitazionale del pianeta ed entrato successivamente in orbita solare. L'ipotesi venne scartata quando si capì che Plutone e Nettuno non si avvicinavano mai, a causa della risonanza orbitale 3:2. Quando nel 1992 vennero scoperti diversi corpi ghiacciati simili a Plutone, al di là dell'orbita di Nettuno, ci si rese conto che Plutone rappresentava solo un esemplare particolarmente vicino e massiccio di oggetto transnettuniano, ovvero uno di quei piccoli corpi di natura asteroidale che orbitano attorno al Sole oltre l'orbita di Nettuno.
Plutone inoltre, compie una rotazione sul proprio asse in senso retrogrado e in 6,387 giorni.

## Orbita
L'orbita percorsa da Plutone può essere descritta attraverso i parametri orbitali seguenti:
- Semiasse maggiore: 5 906 380 000 km (39,48 UA)
- Perielio: 4 433 464 277 km (29,66 UA)
- Afelio: 7 430 501 280 km (49,31 UA)
- Eccentricità orbitale: 0,2448
- Periodo orbitale: 90560 giorni (247.9 anni)
- Inclinazione orbitale (Inclinazione sull'eclittica): 17,13826°
- Longitudine del nodo ascendente: 110,29459°
- Argomento del perielio: 113,834°
- Anomalia media: 39,27713°

La distanza media di Plutone dal Sole è di circa 39 unità astronomiche, pari a quasi 6 miliardi di chilometri. L'orbita di Plutone mostra un'eccentricità molto elevata per un corpo di queste dimensioni, difatti ha un'eccentricità di 0,25 (ad esempio, quello della Terra è di soli 0,016 circa e quello di Venere di 0,0067) e di conseguenza ha il perielio che si trova "solo" a meno di 4 miliardi e mezzo di chilometri dal Sole (29,66 UA) mentre l'afelio si trova circa 3 miliardi di chilometri più distante (49,31 UA). 

Immagine che mostra la notevole inclinazione dell'orbita di Plutone (in rosso) rispetto all'eclittica

Plutone compie una rivoluzione attorno al Sole in 91201,35 giorni, corrispondenti a circa 249,7 anni terrestri. Tuttavia, il suo periodo sinodico (che corrisponde alla durata di tempo che impiega il pianeta, osservato dalla Terra, per ritornare nella stessa posizione del cielo rispetto al Sole - ad esempio, quindi, tra due congiunzioni successive) è di soli 366,73 giorni, poco più di 1 anno.
La velocità media di percorrenza dell'orbita è di 4,669 km/s. La velocità massima è raggiunta ovviamente (per la seconda Legge di Keplero) durante il passaggio per il perielio ed è di 6,10 km/s, mentre quella minima raggiunta durante il passaggio dell'afelio è di 3,71 km/s.
L'orbita di Plutone infine è molto inclinata rispetto all'eclittica, infatti la sua inclinazione orbitale è di 17,13826°.

## Rotazione
Nel 1955, attraverso le curve di luce di Plutone è stato possibile per la prima volta stimare il suo periodo di rotazione, di 6,39 giorni con un'incertezza di soli 4 minuti. 
Successivamente il periodo di rotazione, che avviene in senso retrogrado, fu corretto in 6,387 giorni. Il suo asse di rotazione è inclinato di 57,5° rispetto al piano orbitale, quindi per lunghi periodi, durante il suo percorso orbitale, Plutone rivolge al Sole lo stesso emisfero così come avviene nel caso di Urano. L'azione delle forze mareali ha costretto il periodo di rotazione di Plutone a sincronizzarsi con il periodo di rivoluzione del suo satellite principale, Caronte: questi ruota in senso retrogrado così come Plutone sul proprio asse, con il risultato che Caronte appare immobile visto da un emisfero di Plutone, mentre non sorgerà mai dall'altro, cioè dall'emisfero non rivolto verso il suo principale satellite.

## Avvicinamenti ad altri oggetti del Sistema Solare

### Nettuno

Viste da un punto di vista "polare", le orbite di Plutone e Nettuno sembrerebbero intersecarsi.

L'orbita di Plutone (in viola) non interseca mai quella di Nettuno (in blu), a causa dell'alta inclinazione orbitale. Inoltre, a causa della risonanza orbitale con Nettuno, la minima distanza tra i due corpi avviene quando Plutone si trova all'afelio, a oltre 49 UA dal Sole e a non meno di 17 UA da Nettuno.

Una delle tesi più avvalorate in passato sull'origine di Plutone è stata la sua nascita come satellite di Nettuno, tuttavia l'ipotesi fu presto scartata dopo che studi dinamici hanno dimostrato che era impossibile perché Plutone non si avvicina mai a Nettuno nella sua orbita.
Nonostante l'orbita di Plutone sembri attraversare quella di Nettuno se vista dall'alto, le orbite dei due oggetti sono allineate in modo che non possano mai scontrarsi o avvicinarsi, a causa dell'alta inclinazione orbitale di Plutone. Le due orbite non si intersecano, quando Plutone è più vicino al Sole, e quindi nel punto più vicino all'orbita di Nettuno visto dall'alto, è anche nel punto più lontano al di sopra dell'orbita nettuniana e Plutone le passa circa 8 UA sopra, e ciò rende impossibile una collisione.
Ciò non basterebbe per proteggere Plutone dalle perturbazioni di pianeti (in particolare di Nettuno) che potrebbero alterare la sua orbita (come la sua precessione orbitale) nel corso di milioni di anni e rendere possibile una collisione. Tuttavia Plutone è anche protetto dalla sua risonanza orbitale 2:3 con Nettuno: per ogni due orbite che Plutone compie intorno al Sole, Nettuno ne fa tre. Ogni ciclo dura circa 495 anni, e in questo schema, la prima volta che Plutone è vicino al perielio, Nettuno è oltre 50º dietro a Plutone. Con il secondo perielio di Plutone, Nettuno avrà completato un'ulteriore orbita e mezza (delle proprie), e quindi sarà quasi 130° avanti rispetto a Plutone. La separazione minima di Plutone e Nettuno è superiore a 17 UA, che è maggiore della separazione minima di Plutone da Urano (11 UA). La separazione minima tra Plutone e Nettuno in realtà si verifica quasi quando Plutone transita all'afelio.
La risonanza 2:3 tra i due corpi è altamente stabile ed è stabile per milioni di anni, quindi i due corpi non possono mai passare l'uno vicino all'altro e anche se l'orbita di Plutone non fosse inclinata, i due corpi non potrebbero mai scontrarsi. La stabilità a lungo termine della risonanza del moto medio è dovuta alla protezione di fase. Se il periodo di Plutone è leggermente più breve dei 3/2 di quello di Nettuno, la sua orbita rispetto a esso andrà alla deriva, facendolo avvicinare arrivando da dietro l'orbita di Nettuno. La forte attrazione gravitazionale tra i due fa sì che il momento angolare venga trasferito a Plutone, a spese di Nettuno, che sposta Plutone in un'orbita leggermente più grande, dove viaggia un po' più lentamente, secondo la terza legge di Keplero. Dopo molte di queste ripetizioni, Plutone è sufficientemente rallentato e Nettuno sufficientemente accelerato, e l'orbita di Plutone rispetto a Nettuno si sposta nella direzione opposta fino a quando il processo non viene invertito. Il completamento dell'intero processo richiede circa 20.000 anni.
Studi numerici hanno dimostrato che nel corso di milioni di anni, la natura generale dell'allineamento tra le orbite di Plutone e Nettuno non cambia. Ci sono molte altre risonanze e interazioni che contribuiscono a migliorare la stabilità di Plutone. Queste derivano principalmente da due meccanismi aggiuntivi (oltre alla risonanza 2:3): In primo luogo, l'argomento del perielio di Plutone, ossia l'angolo tra il punto in cui attraversa l'eclittica e il punto in cui è più vicino al Sole, libra di circa 90°. Ciò significa che quando Plutone è più vicino al Sole, si trova al di sopra del piano invariabile del sistema solare, impedendo incontri con Nettuno. Questa è una conseguenza del meccanismo di Kozai, che mette in relazione l'eccentricità orbitale con la sua inclinazione verso un corpo perturbante più grande, in questo caso Nettuno. Rispetto al pianeta gigante, l'ampiezza della librazione è di 38°, quindi la separazione angolare del perielio di Plutone con l'orbita di Nettuno è sempre maggiore di 52° (90°-38°). La separazione angolare più vicina si verifica ogni 10.000 anni.
In secondo luogo, le lunghezze dei nodi ascendenti dei due corpi, ovvero i punti in cui essi attraversano l'eclittica, sono quasi in risonanza con la precedente librazione. Quando le due longitudini sono uguali, ossia quando si potrebbe tracciare una linea retta attraverso entrambi i nodi e il Sole, il perielio di Plutone si trova esattamente a 90°, e quindi si avvicina al Sole quando è più "alto" sopra l'orbita di Nettuno. Questa è nota come super-risonanza 1:1. Tutti i pianeti giganti, in particolare Giove, svolgono un ruolo nella creazione di questa super-risonanza.. 
A partire dagli anni novanta del XX secolo sono stati scoperti diversi planetoidi della fascia di Edgeworth-Kuiper in risonanza orbitale 2:3 con Nettuno: tali corpi vanno sotto la denominazione comune di plutini, e Plutone ne è considerato il prototipo.

### Quasi-satelliti
Plutone ha un quasi-satellite conosciuto: l'asteroide 15810 Arawn, che come Plutone è un plutino ed è forzato ad essere un quasi satellite del pianeta nano dall'influenza gravitazionale di Nettuno. 15810 Arawn diventa un quasi-satellite di Plutone ogni 2,4 milioni di anni e lo rimane per circa 350.000 anni. Gli astronomi non sono concordi nel considerare l'asteroide un quasi-satellite di Plutone, poiché l'orbita è controllata principalmente da Nettuno, con solo piccole perturbazioni occasionali causate da Plutone.